# خودکشی میان خلبانان

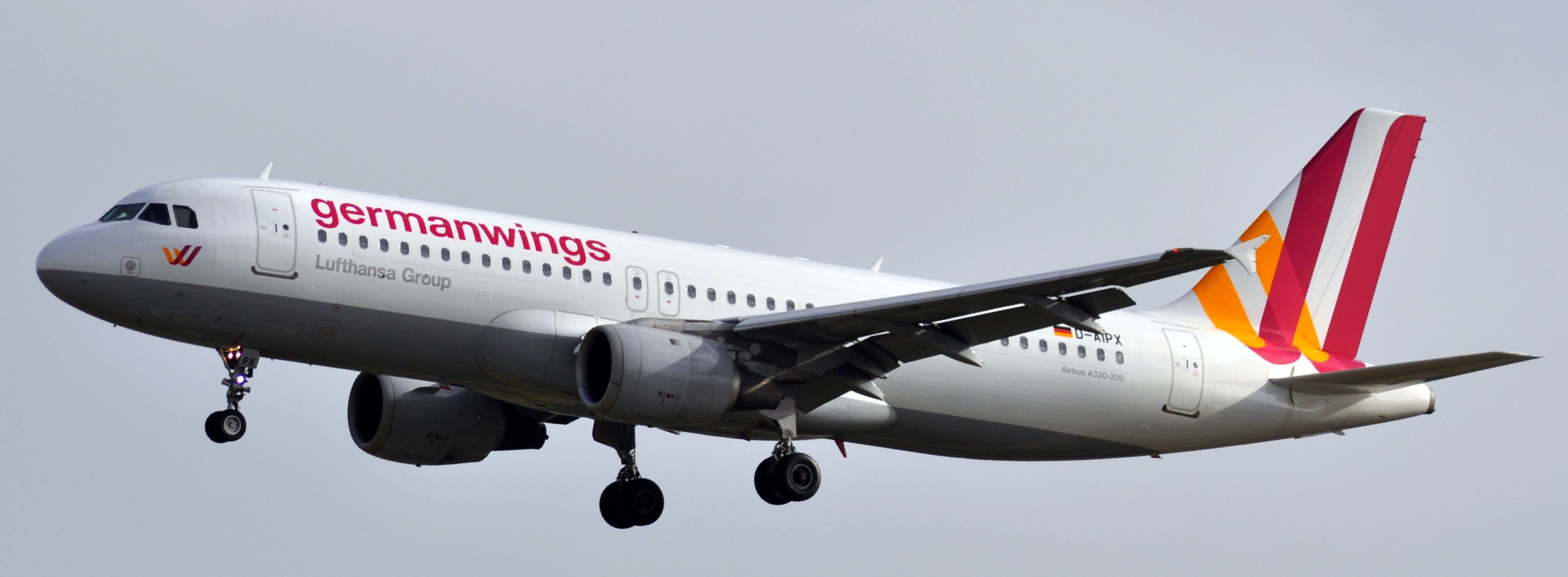
یک هواپیمای متعلق به جرمن‌وینگز از خانواده ایرباس ای۳۲۰ که یک کمک خلبان خودکش به تاریخ ۲۴ مارس ۲۰۱۵ و در سانحه پرواز شماره ۹۵۲۵ جرمن‌وینگز به کوه‌های آلپ کوبید که طی آن همه ۱۵۰ تن سوار هواپیما جان باختند.

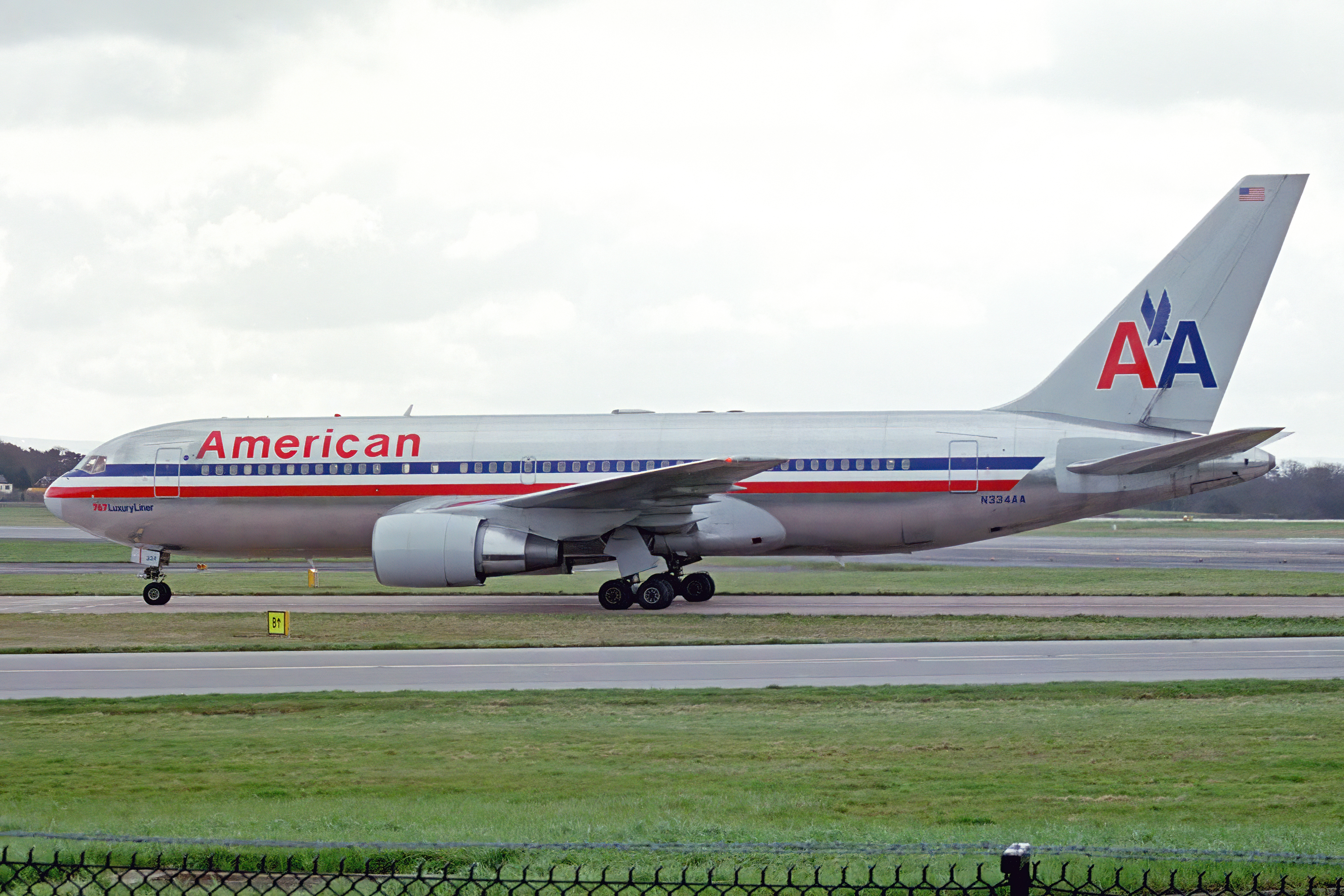
این هواپیمای بوئینگ ۷۶۷ متعلق به شرکت هوایی امریکن ایرلاینز در سانحه پرواز شماره ۱۱ امریکن ایرلاینز توسط هواپیماربایان به‌طور عمدی به برج شمالی مرکز تجارت جهانی و به تاریخ ۱۱ سپتامبر سال ۲۰۰۱، کوبیده شد که طی آن، همه ۹۲ تن سرنشینان هواپیما به علاوه نزدیک به ۱۶۰۰ تن روی زمین کشته شدند.

خودکشی میان خلبانان هنگامی اتفاق می‌افتد که یک خلبان معتبر و حرفه‌ای یا غیر معتبر و تازه‌کار، بخواهد به‌طور عمدی هواپیمایی را که هدایت می‌کند، به قصد کشتن خود، مسافران یا افرادی که بر روی زمین قرار دارند، به زمین یا هر مانع دیگری بکوبد. گاهی به این کار خود-دیگرکشی نیز گفته می‌شود. در برخی سوانح سقوط هواپیما دلیل سقوط به‌طور قطع و در برخی به‌طور محتمل خودکشی خلبان عنوان شده‌است. گاهی، تشخیص اینکه خلبان به‌طور عمد باعث سقوط هواپیما شده یا نه، برای بازرسان کاری دشوار است؛ چراکه خلبانان می‌توانند دستگاه‌های ضبط صدا و دیگر پارامترهای پروازی را از کار بی‌اندازند یا مختل کنند. از این رو اثبات قطعی خودکشی خلبانان دشوار است.
بازرسان تا زمانی که دلیل محکمی مبنی بر قصد خلبان برای خودکشی یا دیگرکشی نیابند، سبب سقوط را خودکشی خلبان عنوان نمی‌کنند. از جمله این دلایل محکم می‌توان به یادداشت خودکشی به جا مانده از خلبان، تلاش‌های ناموفق پیشین وی یا تاریخچه بیماری‌های روانی خلبان اشاره کرد. در پژوهشی از سال ۲۰۰۰ تا ۲۰۱۳، ۸ مورد قطعی و ۵ مورد مشکوک به خودکشی خلبانان مشخص شده‌است. بازرسان همچنین با متخصصان امور تروریسم همکاری می‌کنند تا متوجه شوند آیا ارتباطی میان خلبان و گروه‌های افراطی وجود داشته یا نه.
در بیشتر موردهای خودکشی خلبانان، هوانوردی عمومی و یک هواپیمای کوچک درگیر هستند که گاهی تنها مسافر هواپیما خود خلبان است. در نیمی از موارد، خلبان زیر اثر داروها و مواد مخدر همچون داروهای ضدافسردگی یا الکل بوده و اجازه پرواز نداشته‌است. بیشتر خلبانانی که اقدام به این کار کرده‌اند، تاریخچه بیماری‌های روانی خود را از مسئولان امر پنهان کرده بوده‌اند.

## در جنگ جهانی دوم
در هنگام جنگ جهانی دوم، نیکلای گاستلو روسی نخستین خلبانی بود که پس از آنکه متوجه شد هواپیمایش آتش گرفته، آن را به‌طور عمد به هدفی روی زمین کوبید. در سال‌های پس از آن، حمله‌های انتحاری بسیاری صورت گرفت. برخی از شناخته‌شده‌ترین این حمله‌ها که از گونه هوانوردی نظامی بودند، از سوی خلبانان امپراتوری ژاپن صورت می‌گرفتند که به آن کامی‌کازه گفته می‌شد. این حمله‌ها را ژاپنی‌ها علیه شناورهای متفقین در جنگ اقیانوس آرام صورت می‌دادند. آن‌ها از این حمله‌ها برای نابود کردن کشتی‌های جنگی بهره می‌بردند که نابود کردنشان با سلاح‌های متداول امکان نداشت. خلبانان ژاپنی میان سال‌های ۱۹۴۴ تا ۱۹۴۵، ۳۸۶۰ حمله کامی‌کازه صورت دادند.

## فهرست خودکشی‌های قطعی و مشکوک
این فهرست شامل حمله‌های انتحاری خلبانان به اهداف روی زمین در جنگ جهانی دوم نمی‌شود.

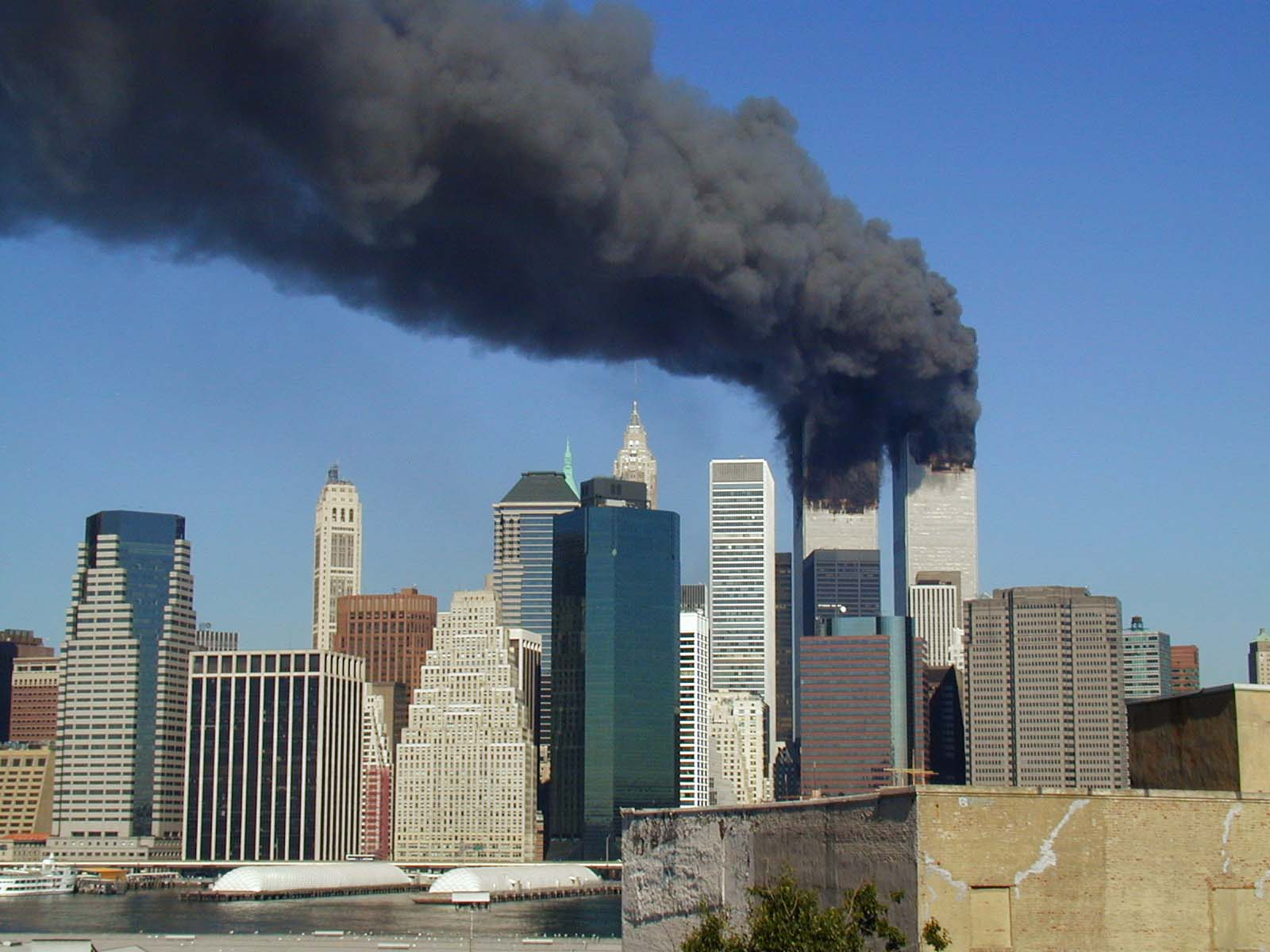
حملات ۱۱ سپتامبر.

راهنمای جدول:

|  | خودکشی قطعی   |
|  | خودکشی مشکوک  |
|  | حملهٔ خنثی شده |

### خلبان‌ها
| تاریخ | تاریخ            | مرتکب              | نوع پرواز              | شماره پرواز                                                                     | تلفات                                | توضیحات | هواپیما | منابع                              |
| ----- | ---------------- | ------------------ | ---------------------- | ------------------------------------------------------------------------------- | ------------------------------------ | --- | ------- | ---------------------------------- |
|       | سپتامبر ۲۶, ۱۹۷۶ | خلبان              | هوانوردی عمومی         | هواپیمای دزدی                                                                   | ۵ (خلبان و ۴ تن روی زمین)            | ولادیمیر سکوو که هواپیمای آنتونوف ای‌ان-۲ خود را به خانه پدر و مادر همسر پیشین خود بکوبد آن هم‌زمانی که همسرش و پسر دو ساله‌اش در آن‌جا حضور داشتند. |         | [ ۱۱ ]                             |
|       | ژانویه ۵, ۱۹۷۷   | خلبان              | هوانوردی عمومی         | فاجعه هوایی کنلان                                                               | ۵ (خلبان و ۴ تن روی زمین)            | کالین ریچارد فورمن، یک کارمند پیشین و ناراضی شرکت کنلان ایرویز (کن‌ایر)، یک هواپیمای بیچ‌کرفت بارون را به مجتمع کن‌ایر در فرودگاه آلیس اسپرینگز واقع در قلمرو شمالی استرالیا کوبید. |         | [ ۱۲ ]                             |
|       | اوت ۲۲, ۱۹۷۹     | خلبان              | هوانوردی عمومی         | هواپیمای دزدی                                                                   | ۴ (خلبان و ۳ تن روی زمین)            | یک مکانیک ۲۳ ساله هواپیما در فرودگاه بین‌المللی ال دورادو یک هواپیمای هاوکر سیدلی اچ‌اس ۷۴۸ دزدید و آن را به حومه بوگوتا کوبید. |         | [ ۱۳ ]                             |
|       | ژوئن ۱, ۱۹۸۰     | خلبان              | هوانوردی عمومی         | فاجعه هوایی بارا دو گارکاس                                                      | ۷ (خلبان، ۴ مسافر و ۲ تن روی زمین)   | مارو میلهومن، خلبان برزیلی، پس از مشاجره با همسر و مادرزنش بر سر خیانت همسرش به وی، تلاش کرد هواپیمای پی‌آی-۳۲ پایپر که هدایت آن را بر عهده داشت را به همراه ۴ مسافر به هتلی که متعلق به یکی از اعضای خانواده‌اش بود، بکوبد. هرچند که وی موفق نشد هواپیما را به هتل بکوبید، اما هواپیما با اشیاع و ساختمان‌های کناری برخورد کرد. همسرش چند روز بعد خودکشی کرد. در پایان ۷ تن کشته و ۴ تن زخمی شدند. |         | [ ۱۴ ]                             |
|       | فوریه ۹, ۱۹۸۲    | خلبان              | پرواز بازرگانی         | پرواز ۳۵۰ هواپیمایی ژاپن                                                        | ۲۴                                   | خلبان معکوس‌سازهای رانش شماره ۲ و ۳ توربوجت را در پرواز به کار انداخت. افسر نخست و مهندس پرواز توانستند تا قسمتی از مهار هواپیما را دوباره به دست بگیرند. |         | [ ۱۵ ]                             |
|       | سپتامبر ۱۵, ۱۹۸۲ | خلبان              | هوانوردی عمومی         | فرودگاه بنکستاون                                                                | ۱                                    | فیلیپ هنریک وونزیاک، یک دانشجوی تازه‌کاری خلبانی، یک سوکاتا تی‌بی را دزدید و به عمد آن را به فرودگاه بنکستاون کوبید و خودکشی کرد. دو هواپیما که روی زمین پارک بودند نیز به‌طور کامل نابود شدند. |         | [ ۱۶ ] [ ۱۷ ] [ ۱۸ ] [ ۱۹ ] [ ۲۰ ] |
|       | مارس ۲۳, ۱۹۹۴    | خلبان              | هوانوردی عمومی         | پرواز تنهایی برنامه‌ریزی نشده از فرودگاه روح سنت لوئیس واقع در چسترفیلد، میزوری. | ۱                                    | باب ریچاردز دچار مشکلات زناشویی و مشکلات شخصی دیگر شده بود. وی هواپیمای Piper PA-28 Cherokee تک‌موتور خود را به عمد انداخت. وی تنها مسافر و تلفات این سانحه بود. |         | [ ۲۱ ]                             |
|       | ژوئیه ۱۳, ۱۹۹۴   | خلبان              | نظامی                  | هواپیمای دزدی                                                                   | ۱                                    | یک مهندس هواپیمای روسی یک هواپیما را از پایگاه هوایی کوبینکا واقع در حومه مسکو دزدید. وی آن قدر با هواپیما پرواز کرد تا سوختش تمام شده و به زمین افتاد. |         | [ ۲۲ ]                             |
|       | اوت ۲۱, ۱۹۹۴     | خلبان              | پرواز بازرگانی         | پرواز شماره ۶۳۰ رویال ایر مارکو                                                 | ۴۴                                   | سانحه عمدی توسط خلبان |         | [ ۲۳ ] [ ۲۴ ]                      |
|       | سپتامبر ۱۲, ۱۹۹۴ | خلبان              | هوانوردی عمومی         | هواپیمای دزدی                                                                   | ۱                                    | فرنک یوجین کوردر به عمد هواپیمای خود را به زمین چمن جنوبی کاخ سفید کوبید. |         | [ ۲۵ ]                             |
|       | آوریل ۲, ۱۹۹۷    | خلبان              | نظامی                  | سانحه کریگ دی باتن                                                              | ۱                                    | کریگ باتن در حالی که در یک عملیات آموزشی پرواز می‌کرد، از مسیر خارج شده و ارتباط رادیویی خود را قطع کرد. جنگنده فیرچایلد ریپابلیک ای-۱۰ تاندربولت ۲ پس از آن به کوهی در کلورادو برخورد کرد. |         |                                    |
|       | دسامبر ۱۹, ۱۹۹۷  | خلبان              | پرواز بازرگانی         | پرواز شماره ۱۸۵ سیلک ایر                                                        | ۱۰۴                                  | سقوط عمدی توسط خلبان (مورد مناقشه دولت اندونزی) |         | [ ۲۶ ]                             |
|       | ۶ سپتامبر ۱۹۹۸   | خلبان              | هوانوردی عمومی         | هواپیمای دزدی                                                                   | ۱                                    | سقوط عمدی توسط آموزگار پرواز در مرخصی که در دانشگاه پرواز امبری ریدل واقع در دیتونا بیچ فلوریدا صورت گرفت. |         | [ ۲۷ ]                             |
|       | اکتبر ۱۱, ۱۹۹۹   | خلبان              | هواپیمای بازرگانی دزدی | سانحه هوایی ایر بوتسوانا ۱۹۹۹                                                   | ۱                                    | خلبان هواپیما را به‌شماری از هواپیماهای پارک شده در فرودگاه بین‌المللی سر سرتزه خاما واقع در گابورون بوتسوانا کوبید. |         | [ ۲۸ ]                             |
|       | اکتبر ۳۱, ۱۹۹۹   | افسر نخست          | پرواز بازرگانی         | پرواز ۹۹۰ هواپیمایی مصر                                                         | ۲۱۷                                  | پس از آنکه کاپیتان از کابین خلبان بیرون آمد، افسر نخست ذخیره، گامیل ال بتوتی، سامانه خلبان خودکار را خاموش کرد در حالی که به زبان عربی تکرار می‌کرد: "به خدا توکل می‌کنم". این سبب شد هواپیما به موقعیت پایین‌رونده بیفتد و به درون اقیانوس اطلس سقوط کند. هیچ‌گاه دلیل این کار وی مشخص نشد.طبق اعلام هیئت ملی ایمنی حمل و نقل ایالات متحده آمریکا، اشکال مکانیکی در سامانه مهار برخاست و طبق سازمان هوانوردی مصر، سبب نامشخص، دلیل سانحه اعلام شد. |         | [ ۳۳ ] [ ۳۴ ]                      |
|       | ژانویه ۵, ۲۰۰۲   | خلبان              | هوانوردی عمومی         | حادثه سقوط هواپیما در تامپا سال ۲۰۰۲                                            | ۱ (خلبان و آسیب به ساختمان یک اداره) | چارلز جی بیشاپ خلبان، که اسامه بن لادن را به سبب انجام حمله‌های ۱۱ سپتامبر در یادداشت خودکشی خود ستوده بود، هواپیمای خود را به ساختمان بانک آمریکا واقع در تامپای فلوریدا کوبید. |         | [ ۳۵ ]                             |
|       | ۲۲ ژوئیه ۲۰۰۵    | خلبان              | هوانوردی عمومی         | حادثه سقوط هواپیما در برلین به سال ۲۰۰۵                                         | ۱                                    | یک خلبان ۳۹ ساله، هواگرد سبک شخصی خود را به زمینی در رایشس‌تاگ واقع در برلین کوبید. |         | [ ۳۶ ]                             |
|       | فوریه ۱۸, ۲۰۱۰   | خلبان              | هوانوردی عمومی         | حمله انتحاری آستین به سال ۲۰۰۰                                                  | ۲ (خلبان و ۱ تن روی زمین)            | اندرو جوزف استک سوم، هواپیمای تک‌موتر خود را به نام Piper Cherokee که یک هواگرد سبک است را به ساختمان شماره یک مجتمع اشلن که اداره‌های خدمات درآمد داخلی آستین، تگزاس در آن قرار داشتند، کوبید. |         | [ ۳۷ ]                             |
|       | نوامبر ۲۹, ۲۰۱۳  | خلبان              | پرواز بازرگانی         | پرواز شماره ۴۷۰ خطوط هوایی ال‌ای‌ام موزامبیک                                      | ۳۳                                   | خلبان به صورت عمدی موجب سقوط هواپیما شده بود. طبق صدای ضبط شده، کمک خلبان در بیرون کابین قرار داشته که در کابین به رویش قفل می‌شود. |         | [ ۲۳ ]                             |
|       | مارس ۲۴, ۲۰۱۵    | افسر نخست          | پرواز بازرگانی         | پرواز شماره ۹۵۲۵ جرمن‌وینگز                                                      | ۱۵۰                                  | آندرس لوبیتز کمک خلبان، که پیش از حادثه تحت درمان افسردگی و افکار خودکشی قرار داشته، در کابین را به روی خلبان قفل می‌کند و به عمد اجازه می‌دهد هواپیما با کوهی نزدیک پردز هاتو بلیون، واقع در کشور فرانسه برخورد بکند. |         | [ ۳۸ ]                             |
|       | اکتبر ۱۱, ۲۰۱۶   | دانشجوی خلبانی     | هوانوردی عمومی         | حادثه ایست هارتفورد سنکا                                                        | ۱                                    | یک دانشجوی خلبانی اهل اردن به نام فراس فریت در کابین هواپیما با آموزگار خود به مشاجره پرداخته و سبب می‌شود هواپیما به یک سیم برق فشار قوی برخورد کرده و در مقر اصلی پرت اند ویتنی سقوط کند. وی در حادثه کشته شده و آموزگارش مجروح می‌شود. بازرسان بر پایه گفته‌های آموزگار فراس، نتیجه گرفتند که این کار وی به‌طور عمد و به قصد خودکشی صورت گرفت. آموزگار ادعا داشت که آن‌ها بر سر مهار هواپیما با هم مشاجره کرده بودند. اف‌بی‌آی تحقیق برای این پرونده را به عهده داشت و فراس برای سازمان‌های اطلاعاتی ناشناخته بود. همچنین هیچ گفته مذهبی از وی شنیده نشد و ارتباطی نیز میان وی و گروه‌های افراطی یافت نشد. |         | [ ۳۹ ]                             |
|       | مارس ۱۵, ۲۰۱۷    | خلبان              | هوانوردی عمومی         | حادثه سسنای مانیتووج                                                            | ۱                                    | ژین رانگ، که یک خلبان حرفه‌ای و کارکشته بود، از ان آربر، میشیگان با یک سسنا ۱۷۲ برخاست و پس از چندی ناپدید شد. هواپیمای وی در حالی که قطعه قطعه شده بود نزدیک منیتواج، انتاریو، کانادا یفات شد. هیچ اثری از یک انسان یا رد پای انسان در برف‌های آن ناحیه یافت نشد. بازرسان معتقدند که رانگ جایی در مسیر پرواز از هواپیما بیرون پریده و هواپیما نیز پس از اتمام سوخت با زمین برخورد کرده‌است. با وجود آن‌که بدن وی هرگز یافت نشد، او را کشته شده اعلام کردند. |         | [ ۴۰ ] [ ۴۱ ]                      |
|       | ۱۰ اوت ۲۰۱۸      | کارمند خدمات زمینی | هواپیمای بازرگانی دزدی | حادثه هوایی خط هرایزون ایر ۲۰۱۸                                                 | ۱                                    | ریچارد بیبو راسل، کارمند خدمات زمینی هوریزن ایر بی‌اجازه یک بمباردیه دش-۸ را از فرودگاه بین‌المللی سیاتل-تاکوما، به آسمان پیوجت ساند پرواز داد و اقدام به انجام حرکات نمایشی نمود. وی در حالی که جت‌های جنگنده به دنبالش بودند، در کرتون آیلند، واشینگتن سقوط کرد. |         | [ ۴۲ ] [ ۴۳ ]                      |
|       | ۱۳ اوت ۲۰۱۸      | خلبان              | هواپیمای خصوصی دزدی    | سسنا سایتیشن‌جت دزدی                                                             | ۱                                    | مردی پس از آزادی مشروط ناشی از جرائم خانگی، یک هواپیما را دزدیده و آن را به خانه خود در پیسون، یوتا کوبید تا همسرش را به قتل برساند. آن مرد که یک خلبان کارکشته بود، خود کشته شد بی‌آنکه به کسی در خانه‌اش آسیب برسد. |         | [ ۴۴ ]                             |
|       | ۲۳ مارس ۲۰۱۹     | خلبان              | هوانوردی عمومی         | بیچ‌کرفت بی۲۰۰ سوپرکینگ ایر                                                      | ۱                                    | مردی که به یک مهمانی خصوصی دعوت نشده بود، هواپیمای خود را به یک باشگاه شبانه در متسینگ ایر استریپ واقع در بوتسوانا کوبید. آن باشگاه پیش از حمله وی خالی شده بود و خود وی تنها قربانی این حادثه اعلام شد. |         | [ ۴۵ ]                             |

### هواپیمارباها
| تاریخ | تاریخ            | مرتکب                   | نوع پرواز      | شماره پرواز                                | تلفات                                                                    | توضیحات | هواپیما | منابع         |
| ----- | ---------------- | ----------------------- | -------------- | ------------------------------------------ | ------------------------------------------------------------------------ | --- | ------- | ------------- |
|       | مه ۷, ۱۹۶۴       | مسافر                   | پرواز بازرگانی | سانحه پرواز شماره ۷۳۳ خطوط هوایی پاسیفیک   | ۴۴                                                                       | فرانسیسکو پائولا گنزالس، مردی افسرده و بدهکار، به هر دو خلبان شلیک کرده و سپس به خود را کشت. نتیجه کار وی، مردن هر ۴۴ تن سرنشین هواپیما بر اثر سقوط آن بود. |         | [ ۴۶ ]        |
|       | مارس ۱۷, ۱۹۷۰    | شلیک‌کننده               | پرواز بازرگانی | سانحه پرواز شاتل ۱۳۲۰ خطوط هوایی ایسترن    | ۱ (افسر نخست)                                                            | یکی از مسافران به نام جان جی دیویوو به هر دو خلبان شلیک کرد اما افسر نخست پرواز که خود نیز زخمی شده بود، موفق شد اسلحه او را گرفته و به او شلیک کند. خلبان با وجود زخم‌هایی که روی هر دو بازویش ایجاد شده بود، موفق شد هواپیما را با امنیت کامل به زمین بنشاند. پس از آن، دیویوو که دستگیر شده و منتظر دادگاهی شدندش بود، خود را حلق‌آویز کرد. |         | [ ۴۷ ] [ ۴۸ ] |
|       | فوریه ۲۲, ۱۹۷۴   | شلیک‌کننده               | پرواز بازرگانی | سانحه پرواز شماره ۵۲۳ خطوط هوایی دلتا      | ۳ (هواپیماربا، کمک‌خلبان و افسر پلیس)                                     | ساموئل بایک، تلاش کرد تا هواپیما را به کاخ سفید بکوبد به این امید که رئیس‌جمهور وقت ایالات متحده آمریکا، ریچارد نیکسون را ترور کند. وی پس از کشتن یک افسر پلیس، هواپیما را ربود اما هواپیما هیچ‌گاه از درگاه فرودگاه خارج نشد. بایک پیش از آنکه توسط پلیس زخمی شده و خودکشی کند، کمک‌خلبان را کشت. |         | [ ۴۹ ]        |
|       | دسامبر ۷, ۱۹۸۷   | کارمند پیشین            | پرواز بازرگانی | سانحه پرواز ۱۷۷۱ خطوط هوایی پاسیفیک سوث‌وست | ۴۳ (همه سرنشینان در حالی که ۵ تن پیش از سقوط، با گلوله کشته شدند)        | هواپیماربایی توسط یکی از کارمندان پیشین و ناراضی یو اس ایر صورت گرفت که پیش از سقوط، وی به رئیس پیشینش، هر دو خلبان، یک مهمان‌دار و یک مسافر هواپیما شلیک کرد و سپس هواپیما را به کایاکاس، شهری در فلوریدای آمریکا کوبید. |         | [ ۵۰ ]        |
|       | آوریل ۷, ۱۹۹۴    | کارمند و خلبان در مرخصی | پرواز بازرگانی | سانحه پرواز ۷۰۵ فدرال اکسپرس               | ۰ (۴ زخمی)                                                               | آبورن کالوی، کارمند فدرال اکسپرس که با بی‌کاری ناشی از تعدیل نیرو روبرو بود، قصد داشت یک به اصطلاح پرواز خالی این شرکت را با چکش و نیزه‌پران که با خود به داخل کابین مک‌دانل داگلاس دی‌سی-۱۰ برده بود، برباید. وی می‌خواست با کوبانیدن هواپیما به مقر اصلی فدکس، اقدام به کلاهبرداری از بیمه به سود خانواده‌اش انجام دهد. خدمه هواپیما با وجود زخم‌هایی که ناشی از چکش مورد استفاده کالوی برداشته بودند، توانستند با وی مبارزه کرده و او را مهار کنند و هواپیما را به سلامت به زمین بنشانند. از جمله روش‌هایی که خدمه برای مقابله با وی بهره‌بردند این بود که هواپیما را به‌طور عمد به چپ و راست هدایت می‌کردند یا آن را با سرعت صوت می‌راندند. |         | [ ۵۱ ]        |
|       | دسامبر ۲۴, ۱۹۹۴  | هواپیمارباهای وحشت‌افکن  | پرواز بازرگانی | سانحه پرواز شماره ۸۹۶۹ خطوط هوایی فرانسه   | ۷ (هر ۴ هواپیماربا و ۳ مسافر)                                            | هواپیماربا پس از کشتن ۳ مسافر تلاش کرد هواپیما را به برج ایفل در پاریس بکوبد. زمنای که هواپیما به مارسی، یک گروه ضد وحشت‌افکنی ژاندارمری فرانسه به هواپیما حمله کردند و هر ۴ وحشت‌افکن را کشتند. |         | [ ۵۲ ]        |
|       | سپتامبر ۱۱, ۲۰۰۱ | هواپیمارباهای وحشت افکن | پرواز بازرگانی | پرواز شماره ۱۱ امریکن ایرلاینز             | ۱۶۹۲ (۸۷ مسافر و خدمه هواپیما، ۵ هواپیماربا و نزدیک به ۱۶۰۰ تن روی زمین) | یک هواپیما دزدیده شد و به بج شمالی مرکز بازرگانی جهانی کوبیده شد. این حادثه همچنین به حملات ۱۱ سپتامبر معروف شد. |         | [ ۵۳ ]        |
|       | سپتامبر ۱۱, ۲۰۰۱ | هواپیمارباهای وحشت‌افکن  | پرواز بازرگانی | پرواز شماره ۱۷۵ یونایتد ایرلاینز           | ۹۶۵ (۶۰ مسافر و خدمه هواپیما، ۵ هواپیماربا و نزدیک به ۹۰۰ تن روی زمین)   | یک هواپیما دزدیده شد و به بج جنوبی مرکز بازرگانی جهانی کوبیده شد. این حادثه همچنین به حملات ۱۱ سپتامبر معروف شد. |         | [ ۵۳ ]        |
|       | سپتامبر ۱۱, ۲۰۰۱ | هواپیمارباهای وحشت‌افکن  | پرواز بازرگانی | پرواز شماره ۷۷ امریکن ایرلاینز             | ۱۸۹ (۵۹ مسافر و خدمه هواپیما، ۵ هواپیماربا و ۱۲۵ تن روی زمین)            | یک هواپیما دزدیده شد و به ساختمان پنتاگون کوبیده شد. این حادثه بخشی از حملات ۱۱ سپتامبر بود. |         | [ ۵۳ ]        |
|       | سپتامبر ۱۱, ۲۰۰۱ | هواپیمارباهای وحشت‌افکن  | پرواز بازرگانی | پرواز شماره ۹۳ خطوط هوایی یونایتد          | ۴۴ (۴۰ مسافر و خدمه هواپیما و ۴ هواپیماربا)                              | یک هواپیما دزدیده شد و به سب اینکه در این حادثه مسافران به هواپیمارباها حمله کردند، هواپیما به شهری به نام استونی کریک تونشیپ واقع در پنسیلوانیا کوبیده شد. این حادثه بخشی از حملات ۱۱ سپتامبر بود. . با این که همه مسافران بر اثر این حادثه کشته شدند، اما مسافران موفق شدند با حمله به هواپیمارباها مانع شوند تا آن‌ها به هدف اصلی مد نظرشان برسند. گفته شده هواپیمارباها قصد داشتند هواپیما را به ساختمان کاخ سفید ساختمان کاخ کنگره آمریکا بکوبند. |         | [ ۵۳ ]        |

## پژوهش‌های منتشر شده
در پژوهشی به سال ۲۰۱۶ که در مجله پزشکی هوافضا و کارایی انسان منتشر شد، کندی و دیگران، به صورت سامانه‌مند، خودکشی و خود-دیگرکشی انجام شده که در آن‌ها به گونه‌ای یک هواپیما دخیل بوده را مورد بررسی قرار دادند. آن‌ها اشاره کرده‌اند که «در ادبیات پزشکی هوافضا همه این حوادث را خودکشی خلبان گویند و این در حالی است که در روان‌پزشکی، این حوادث را با نام‌های جداگانه و کاراهای خطر متفاوت طبقه‌بندی می‌کنند.» این پژوهش که از ۱۹۹۲ تا ۲۰۱۵ ادامه داشته، از منابعی همچون پایگاه‌های داده پزشکی، موتورهای جستجوی اینترنتی و پایگاه‌های داده امنیت هوافضا بهره برده که ۶۵ مورد از خودکشی خلبانان در آن بررسی شده‌است. این موارد با ۱۹۵ موردی که در آن خلبانان به اشتباه سبب ایجاد حادثه شده بوده‌اند، مقایسه شده‌است. همچنین ۶ مورد از حوادثی که مسافران هواپیما سبب ایجاد آن‌ها شده بوده‌اند نیز در این پژوهش گنجانده شده‌است.. ۱۸ مورد خود-دیگرکشی که باعث کشته شدن ۷۳۲ تن شده نیز در این پژوهش مورد بهره‌وری بوده‌است. بر پایهٔ این پژوهش، در ۱۳ مورد، خلبان اقدام به خود-دیگرکشی کرده بوده‌است. در واقع در بیش‌تر موارد این پژوهش، خلبان تنها قصد کشتن خود را نداشته و می‌خواسته دیگران را نیز با خودش بکشد.
کندی و دیگران معتقدند که هر چند شمار این گونه خود-دیگرکشی‌ها نسبت به حوادث دیگر کم‌تر است، اما شمار تلفات آن‌ها به مراتب بیش‌تر از حوادثی است که تنها شخص خلبان را درگیر می‌کند. آن‌ها می‌گویند: «دلایلی هست که اثبات می‌کند خودکشی یا خود-دیگر کشی خلبانان پس از مورد توجه قرار دادن خودکشی یا خود-دیگرکشی‌های صورت گرفته توسط رسانه‌ها، بیش‌تر می‌شود. از ۶ خودکشی خلبانان هواپیماهای بازرگانی، در ۵ مورد، خلبان زمانی اقدام به خودکشی کرده که در کابین تنها مانده بوده‌است. این موارد، به اضافه موردی که در آن خدمه هواپیمایی ژاپن مانع خودکشی خلبان و در نتیجه حفظ جان ۱۵۷ تن شدند، مشخص می‌کند که قانون حضور الزامی کمینه ۲ خلبان در کابین در همه حال یک قانون به شدت کارا و محافظت‌کننده است. نمی‌توان تنها یک کارا را به عنوان سببی برای خودکشی یا خود-دیگر کشی خلبان نام برد. اما می‌توان به کاراهایی همچون بحران‌های قانونی و اقتصادی، تضادهای محل کار، بیماری روانی و اضطراب‌های ناشی از روابط بین فردی اشاره کرد. مواد مخدر و الکل در نیمی از خودکشی‌های خلبان‌ها تاثیر داشته‌اند. این در حالی است که در خود-دیگر کشی خلبان‌ها اثری نداشته‌اند.»

## پیش‌گیری
قوانین آمریکا بودن کمینه ۲ تن خلبان در کابین در همه حال را به سبب‌های امنیتی الزامی کرده‌است تا در شرایطی که یک خلبان دچار مشکل پزشکی شود یا قصد کوبیدن عمدی هواپیما به جایی را داشته باشد، خلبان دوم بتواند یاری‌دهی کند یا از وقوع حادثه پیش‌گیری کند. پس از سانحه عمدی پرواز شماره ۹۵۲۵ جرمن‌وینگز به تاریخ ۲۴ مارس ۲۰۱۵، برخی خطوط هوایی کانادایی و اروپایی نیز این قانون ماندن کمینه ۲ خلبان در همه حال در کابین را الزامی کردند. و نیز همه خطوط هوایی استرالیایی این قانون را برای هواپیماهای با بیش از ۵۰ مسافر الزامی کردند.